# Démarchandisation
La démarchandisation (ou décommodification) est le processus par lequel la sphère du marché se réduit pour laisser place à un engagement de la force publique. La démarchandisation vise à réduire la dépendance des individus face au marché et à assurer les risques des citoyens, c'est-à-dire à lui assurer une autonomie vis-à-vis du marché. C'est le mouvement inverse de la marchandisation, qui vise à faire de tout bien un bien privé, vendable. 

## Définition
La démarchandisation est définie par Gøsta Esping-Andersen comme "lorsqu'un service est obtenu comme un dû et lorsqu'une personne peut conserver ses moyens d'existence" indépendamment de sa participation sur le marché du travail. Cela revient à considérer certains biens communs comme essentiels à la vie, et ne devant ainsi pas être traduit sur le marché, c'est-à-dire ne devant pas faire l'objet de perspectives de gains individuels. Les biens démarchandisés échappent à la logique du profit.
Pour François Eymard-Duvernay, la démarchandisation ne suppose pas une extinction de l'économie de marché, qui continue de fonctionner pleinement, mais une extension relative de la sphère non-marchande dans le but de corriger les inégalités. La démarchandisation fonde une citoyenneté sociale en plus de la citoyenneté politique, comme suggérée dans le préambule de la Constitution de 1946. 

## Formes de démarchandisation

### Démarchandisation de la monnaie et du travail
Pour Karl Polanyi, historien de l'économie, les accords de Bretton Woods, qui participe à l'ère qui s'ensuit, marque une sortie relative de la monnaie de la sphère du marché, car celle-ci est retirée aux spéculateurs par le biais du contrôle des capitaux.
La Libération et l'immédiat après-guerre voient une démarchandisation du travail, qui est alors considéré comme une "propriété sociale". Gøsta Esping-Andersen remarque ainsi que la protection sociale et la construction des caisses d'assurance-maladie et de retraites s'inscrit dans cette volonté d'extraire de la sphère du marché la santé et la retraite des individus. Certains auteurs soutiennent que le concept de responsabilité sociétale des entreprises qui prend de l'ampleur dans les années 2000 traduit une ambition de démarchandisation des travailleurs.

### État-providence et politiques sociales
Les politiques sociales de l'État-providence, construit et renforcé en France et en Europe, procèdent sur le mode de la démarchandisation en retirant au marché la gestion de certains éléments de la vie des populations,. 
Pour Esping-Andersen, la démarchandisation partielle est directement liée à la construction de l’État-providence. Le niveau de démarchandisation strictement entendu et le ratio public-privé dans la fourniture des biens sociaux sont deux des trois indicateurs permettant de calculer la providentialité des différents types d'États-providence. 
Ce ratio diffère selon le type d’État-providence. Le régime libéral, qui repose sur l'idée que le libre marché doit réguler les transferts sociaux et que les classes moyennes et supérieures doivent utiliser des assurances privées, a un niveau de démarchandisation faible. Le régime conservateur, qui est construit autour de la famille et qui ont des prestations sociales basées sur la participation au marché du travail couplées à un système assurantiel obligatoire, a un niveau de démarchandisation élevé. Le régime social-démocrate, typique des pays nordiques, a le niveau de démarchandisation le plus élevé, puisque les protestations et services de l’État-providence sont nombreux.

### L'économie collaborative
L'économie collaborative est une forme de démarchandisation des échanges économiques. De la même manière, les activités associatives et coopératives et les banques coopératives promeuvent une démarchandisation.

## Exemples de démarchandisation
Le développement
- des logiciels libres, du journalisme citoyen, des sites Internet à rédaction coopérative (wikis),
- des fondations et ONG humanitaires,
- le principe du système d'échange local
- de médias alternatifs

montre que le monde, système dynamique complexe en perpétuelle recherche d'équilibre lorsque règne la liberté d'adaptation, évolue, dans de nombreux domaines, de façon tout à fait inverse.